# Offenbrunngraben
Der Offenbrunngraben ist ein rund anderthalb Kilometer langer Bach bei Kalbensteinberg im Gemeindegebiet von Markt Absberg im mittelfränkischen Landkreis Weißenburg-Gunzenhausen und der linke und südwestliche Oberlauf des Reichertsgrabens.

## Geographie

### Verlauf
Der Offenbrunngraben entsteht im Spalter Hügelland auf einer Höhe von 486 m ü. NHN südöstlich von Kalbensteinberg und unweit der Kreisstraße WUG 21. Er fließt anfangs nordwärts und in der offenen Flur, durchfließt dabei auf seinen ersten 200 Metern den knapp 0,1 ha großen Offenbrunnenweiher, wendet sich nach merklicher Eintiefung dann aber mehr und mehr auf nordöstlichen Lauf. Östlich von Kalbensteinberg tritt er nach einem kurzen Zufluss aus der Richtung des Dorfes her und zwei weiteren Weihern ähnlicher Größe links am Mittellauf in den Wald ein. Darin öffnet sich bald eine schmale Auenflur, in welcher er je einen weiteren Zufluss von links und von rechts aufnimmt, beide bleiben wie der schon genannte unter 0,5 km Länge. Schließlich fließt der Offenbrunngraben auf einer Höhe von 407 m ü. NHN und an der Stadtgrenze von Spalt in inzwischen ostnordöstlicher Richtung mit dem aus dem Südosten kommenden Aschenschlaggraben zum Reichertsgrabens zusammen, der nordostwärts zum „Höfstettener“ Erlbach weiterzieht.
Der 1,5 km lange Offenbrunngraben mündet etwa 79 Höhenmeter unterhalb seines Ursprungs, was einem mittleren Sohlgefälle von etwa 52 ‰ entspricht.

### Einzugsgebiet
Der Bach entwässert ein etwa 2,0 km² großes Gebiet, das naturräumlich gesehen zum Südlichen Spalter Hügelland im Mittelfränkischen Becken gehört. An seinem Südrand steht Gestein des Schwarzjura an, die übrigen das Tal einfassenden Hochflächen bedeckt Feuerletten (Trossingen-Formation), die oberste Schicht des Mittelkeupers, während das Tal selbst in dessen darunterliegendem Sandsteinkeuper eingeschnitten ist.
Reihum grenzen die Einzugsgebiete an
- des rechten Reichertsgraben-Oberlaufs Aschenschlaggraben im Osten
- des Klingenbachs und eines weiteren kleinen Zuflusses zum Igelsbach im Süden
- des Schwadergrabens im Westen, der zum „Höfstettener“ Erlbach läuft und
- des Erlbachs selbst im Nordwesten und Norden.

Einziger Ort im Einzugsgebiet ist Kalbensteinberg, das in Sattellage auf der westlichen Wasserscheide zum Schwadergraben steht. Etwas nördlich und südlich davon erreichen die beiden höchsten Punkte jeweils etwa 515 m ü. NHN. Neben Markt Absberg, das den größten Teil umfasst, hat auch die Kleinstadt Spalt einen kleinen Einzugsgebietsanteil im Osten. Auf wenig über einem Viertel der entwässerten Fläche steht Wald, es sind die vor allem steileren Talhangpartien. In der offenen Flur nehmen vor allem Äcker die Hochflächen ein, dazwischen gibt es zum Tal hin am oberen Hang einige Obstwiesen sowie etliche landschaftsgliedernde Flurbaumreihen und Hecken parallel zu den Höhenlinien.